# Château du Donjon
Le château du Donjon est un château datant de 1582 sur la commune de Drumettaz-Clarafond dans le département de la Savoie en région Auvergne-Rhône-Alpes.

## Situation
Le château se trouve sur la commune de Drumettaz-Clarafond au dessous du chef-lieu et en amont de Drumettaz.
La juridiction seigneuriale s'appliquait au Vivier et à une partie de Drumettaz.

## Histoire
La première mention de la seigneurie du Donjon date de la fin du XVIe siècle. Le 26 novembre 1582, le duc de Savoie la vend à Amédée Gerbais, seigneur de Sonnaz,. 
Le 1er octobre 1603, Le Donjon fut érigé en baronnie en faveur de Charles de Rochette, président du Sénat de Savoie. Il passe ensuite par mariage de sa fille à la famille de Michal, qui possédait la seigneurie du Mollard,. Il passe ensuite par mariage aux Cagnol de La Chambre qui le conserve jusqu'à l'invasion révolutionnaire française,.
Le château est actuellement la propriété de Françoise et Jean Michel Croiset. Sa destination est une maison d'hôtes.

## Description
Hier, le Donjon disposait d'une chapelle, d'une prison, d'une très grande écurie dont la porte datée de 1689. Il était entouré de fossés avec pont-levis et possédait un vivier. 
Le château est actuellement propriété privée dont la destination est une maison d'hôtes.

## La ferme du Donjon
La ferme du Donjon, attenante au château du Donjon elle est depuis 2018 propriété de la commune. Aujourd'hui, sur le terrain des productions maraîchères bio sont cultivées et vendues à la population par un GAEC (Groupement Agricole d'Exploitation en Commun).[réf. nécessaire]